# Loïc Guyon
Pour les articles homonymes, voir Guyon.
Loïc Guyon est un dessinateur de bande dessinée français.

## Œuvre
- Trois épisodes du feuilleton en ligne Les Autres Gens, scénario de Thomas Cadène, Dupuis
- L'Enragé du ciel, scénario de Joseph Safieddine, Sarbacane, 2015
- L'Américain, Sarbacane, avril 2021 - Sélection officielle du Festival d'Angoulême 2022